# Haner Ramírez
Haner Armando Ramírez (ur. 5 czerwca 2000) – kolumbijski zapaśnik walczący w stylu klasycznym. Brązowy medalista igrzysk Ameryki Południowej w 2022, a także igrzysk boliwaryjskich w 2022 roku.